# Roxanne (The Police)
Roxanne è un singolo tra i più conosciuti del gruppo musicale britannico The Police, il primo estratto dall'album di debutto della band, Outlandos d'Amour nel 1978. È stata scritta dal punto di vista di un uomo che si innamora di una prostituta. Il singolo è stato pubblicato una seconda volta nel 1979, raggiungendo il 12º posto della Official Singles Chart nel Regno Unito.
La canzone è stata inserita alla posizione numero 388 nella lista delle 500 migliori canzoni di tutti i tempi stilata da Rolling Stone, mentre VH1 l'ha classificata alla posizione numero 85 nella lista delle "100 più grandi canzoni rock" (nel 2000) ed alla posizione numero 90 in quella delle "100 migliori canzoni degli ultimi 25 anni" (nel 2003).
Nel 2008 Roxanne è stata introdotta nella Grammy Hall of Fame.

## Storia
Per il testo della canzone, il frontman Sting trasse ispirazione dalle prostitute che era solito vedere nei dintorni dell'albergo dove soggiornava in Francia, nell'ottobre del 1977, quando i Police si esibirono al Nashville Club di Parigi. Il titolo della canzone deriva da un personaggio della commedia teatrale Cyrano de Bergerac, di cui era esposta una vecchia locandina nella hall dell'albergo.
Sting aveva originariamente concepito la canzone come una bossa nova, benché abbia successivamente asserito che fu il batterista Stewart Copeland a suggerire il ritmo definitivo di un tango. Durante le registrazioni, Sting sedette accidentalmente sulla tastiera di un pianoforte in studio, e da questo derivano l'accordo atonale e la risata che sono stati mantenuti all'inizio del brano. La band all'inizio non confidava molto nel successo della canzone, ma Miles Copeland III ne rimase immediatamente colpito dopo averla sentita, divenne il loro manager e procurò loro il primo contratto discografico con la A&M Records.
(Sting, A Visual Documentary, 1978)
Roxanne fu il singolo di debutto del gruppo con la A&M Records. Tuttavia, nonostante il giudizio positivo di Miles Copeland, non riuscì a entrare nelle classifiche quando venne pubblicato per la prima volta.
Il gruppo pubblicò altri due singoli nel Regno Unito quello stesso anno: Can't Stand Losing You, che arrivò a posizionarsi al 42º posto, e So Lonely che fallì invece l'accesso alle classifiche. Conseguentemente, nei primi mesi del 1979, Roxanne venne pubblicato come singolo di lancio del gruppo in Nord America. Negli Stati Uniti, Roxanne debuttò nella Billboard Hot 100 nel febbraio del 1979 e raggiunse il 32º posto in aprile. In Canada, il singolo conquistò un gradino più alto in classifica, posizionandosi al 31º posto.
Il successo ottenuto internazionalmente portò a una ristampa di Roxanne nel Regno Unito nell'aprile del 1979. Questa volta il singolo si rivelò un successo anche in patria, raggiungendo il 12º posto della Official Singles Chart. La canzone divenne un punto fisso nei concerti dei Police; anche dopo lo scioglimento del gruppo, Sting continuerà ad eseguire il brano regolarmente durante la sua carriera da solista.
Alla fine del videoclip di Fortress Around Your Heart, uno dei singoli del suo primo album solista del 1985, The Dream of the Blue Turtles, Sting la fischietta mentre incolla banconote a una parete.
La canzone è stata suonata dai riuniti Police in occasione della loro introduzione nella Rock and Roll Hall of Fame nel 2003.
È stata inoltre la prima canzone che la band ha eseguito dal vivo ai Grammy Awards per dare il via al loro Reunion Tour nel 2007.
La canzone è stata reinterpretata da Sting insieme alla Royal Philharmonic Orchestra per l'album Symphonicities del 2011.

## Video musicale
Il video musicale presenta la band mentre esegue la canzone su un palco durante quello che sembra essere il sound check di un concerto. Vengono utilizzati diversi effetti slow-motion che mostrano i membri del gruppo. Questo video è stato caricato sul canale Vevo ufficiale dei Police. Esiste anche una versione alternativa che è stata girata in un teatro di posa e mostra la band mentre esegue la canzone con alle spalle uno sfondo rosso.

## Tracce
1. Roxanne (Single Version) – 3:12 (Sting)
2. Peanuts (Single Version) – 3:55 (Sting, Stewart Copeland)

## Formazione
- Sting – voce, basso e pianoforte
- Andy Summers – chitarra, cori
- Stewart Copeland – batteria, cori

## Classifiche
| Classifica (1979) | Posizione massima |
| ----------------- | ----------------- |
| Australia         | 34                |
| Canada            | 31                |
| Francia           | 7                 |
| Irlanda           | 22                |
| Nuova Zelanda     | 8                 |
| Paesi Bassi       | 19                |
| Regno Unito       | 12                |
| Stati Uniti       | 32                |

## Nella cultura di massa
- Nel film Ancora 48 ore del 1990, Eddie Murphy canta la canzone nella sua cella carceraria.
- In una puntata del Saturday Night Live del 1991, Sting è apparso come ospite speciale e ha preso parte a uno sketch in cui si faceva riferimento a questa canzone.
- In un episodio dell'ottava stagione della serie televisiva Friends, Phoebe, fan di Sting, insiste perché Ross le procuri i biglietti per il concerto cantando una versione sballata di Roxanne.
- La canzone appare anche in un episodio della terza stagione di Community.
- Una nuova versione di Roxanne è stata realizzata appositamente da Michael Franti per il film Missione hamburger del 1997, venendo utilizzata durante l'apparizione del personaggio omonimo interpretato da Carmen Electra.
- Nel 1999 George Michael ha registrato una cover della canzone per il suo album Songs from the Last Century.[24]
- Nel 2001 è stata una delle canzoni remixate per la colonna sonora del film Moulin Rouge!, venendo per l'occasione rinominata come El Tango de Roxanne.
- Nel 2003 il gruppo Fall Out Boy ha registrato una cover della canzone per la versione deluxe del loro album di debutto Take This to Your Grave.
- Nel 2004 gli Incubus hanno eseguito la canzone durante un concerto semi-acustico con la partecipazione speciale di Stewart Copeland e Andy Summer.
- Nel 2006 gli Arctic Monkeys hanno fatto riferimento a Roxanne nella loro canzone When the Sun Goes Down, nel verso: "I've seen him with girls of the night / and he told Roxanne to put on her red light" ("L'ho visto con le ragazze della notte / e ha detto a Roxanne di accendere la sua luce rossa").
- Nel 2014 Nadia Ali ne ha realizzato una versione acustica che è stata pubblicata gratuitamente per il download digitale.
- Nel 2022 gli Swedish House Mafia e Sting hanno pubblicato il singolo Redlight, la cui parte vocale non è altro che una parte di Roxanne per l'occasione reincisa dallo stesso Sting.[25]

## Roxanne '97
Nel 1997, per celebrare i vent'anni dalla nascita della canzone, Sting ha registrato una nuova versione intitolata  Roxanne '97 con la collaborazione del produttore Puff Daddy e del rapper Pras. Tale versione è stata pubblicata come singolo e inserita nella raccolta The Very Best of Sting & The Police, ma solo nelle edizioni del 1997 e del 1998 pubblicate dalla A&M/PolyGram, mentre è stata omessa dalla ristampa del 2002 effettuata dalla A&M/Universal. La canzone è stata accompagnata da un nuovo video musicale in cui compaiono Sting, Puff Daddy e Pras. Il singolo ha raggiunto la prima posizione nella classifica dance degli Stati Uniti.

### Tracce
1. Roxanne (Puff Daddy Remix) – 4:33
2. All This Time – 4:54

### Formazione
- Sting – voce
- Pras – rapping
- Puff Daddy – remix
- Full Force – cori

### Classifiche
| Classifica (1997)              | Posizione massima |
| ------------------------------ | ----------------- |
| Italia                         | 9                 |
| Regno Unito                    | 17                |
| Stati Uniti                    | 59                |
| Stati Uniti (dance/electronic) | 1                 |